# John Bussy
Pour les articles homonymes, voir Bussy.
John Bussy, né à une date incertaine et mort le 29 juillet 1399, est un conseiller et administrateur du roi Richard II d'Angleterre.
En 1378, il commence à travailler comme intendant pour le duc de Lancastre. Il est shérif du Lincolnshire en 1383, 1385 et 1390.
En 1391, Bussy devient conseiller du roi Richard II aux côtés de Henry Green et William Bagot. Il est élu speaker de la Chambre des communes en 1393 et 1397.
Lorsque Richard part en expédition punitive en Irlande en mai 1399, Bagot, Bussy, Green et le trésorier William le Scrope sont chargés par le roi d'assister le duc d'York, désigné régent. Henri Bolingbroke, exilé en France, en profite pour débarquer à Ravenspurn fin juin. Bussy, Green et le Scrope sont capturés par Bolingbroke le 28 juillet et décapités le lendemain à Bristol.